# ルフトハンザ・シティーライン

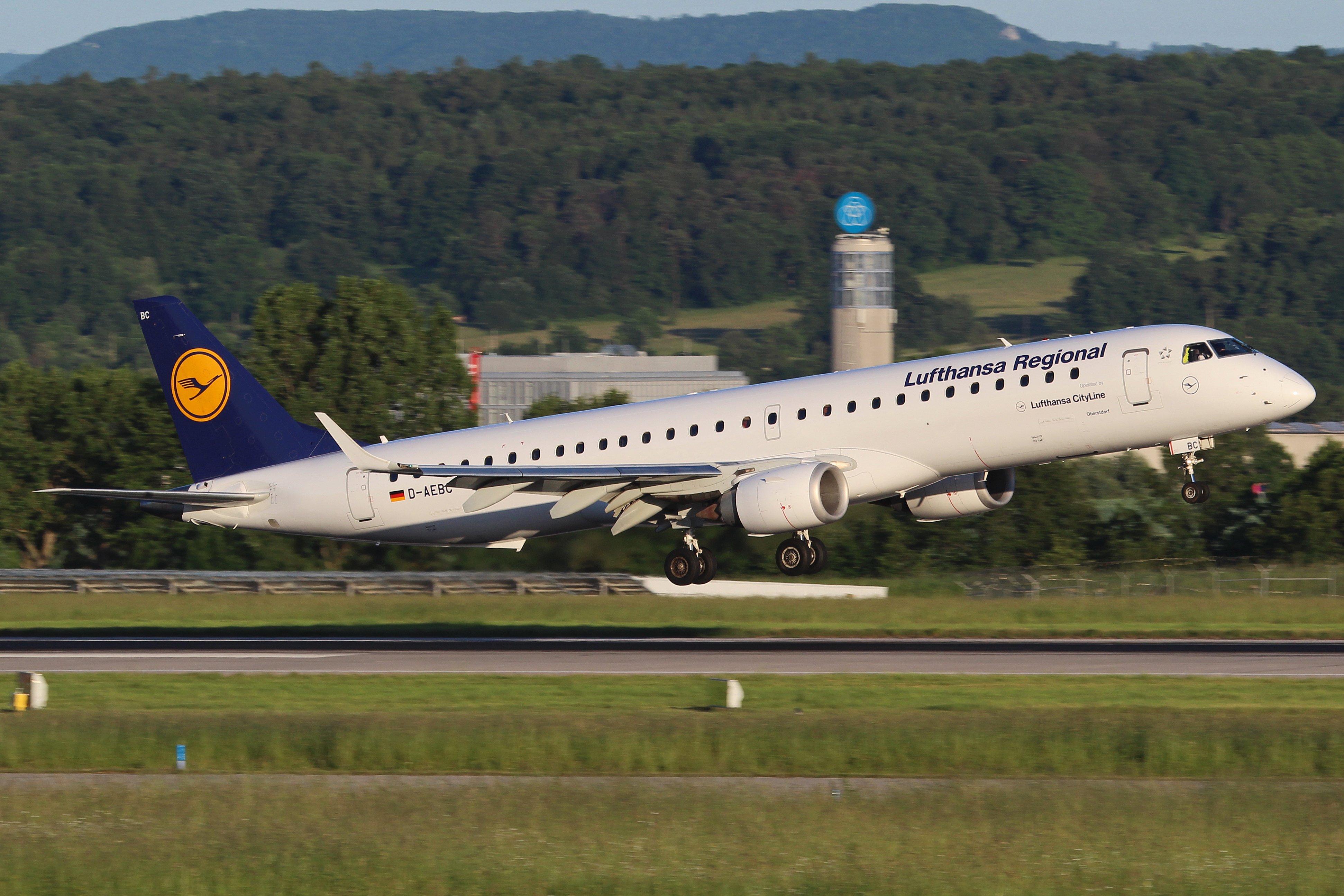
Embraer 195

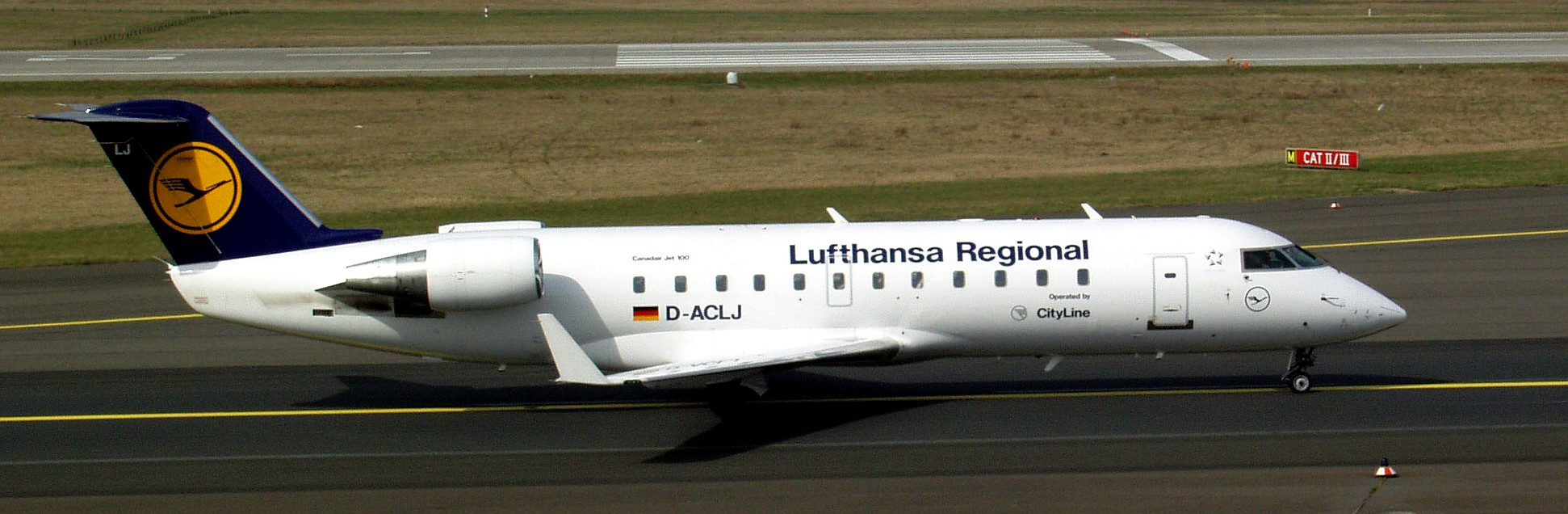
CRJ100LR

ルフトハンザ・シティーライン(Lufthansa CityLine)とはドイツの地域航空会社である。主に親会社ルフトハンザドイツ航空のハブ空港と地方空港を結ぶ路線を運航している。2015年からは大陸間を横断する長距離路線の運航も行っている。

## 主な就航都市
- 国内線: ベルリン、ケルン、ドレスデン, デュッセルドルフ、フランクフルトなど
- ドイツ以外のEU域内線: アムステルダム、バルセロナ、バーミンガム、ブラチスラヴァ、ブリュッセル、ブダペスト、コペンハーゲン、ヘルシンキ、ロンドン、チューリッヒなど
- 大陸間横断路線: モントリオール、フィラデルフィア、サンノゼ、タンパ、パナマシティ、ナイロビ

## 機材
| 機種                     | 運航数 | 発注数 | 座席数 | 備考                             |
| ------------------------ | ------ | ------ | ------ | -------------------------------- |
| エアバスA319-100         | 12     | -      | 138    | ルフトハンザドイツ航空向けに運航 |
| エアバスA320neo          | 3      | -      | 180    | ルフトハンザドイツ航空向けに運航 |
| ボンバルディア CRJ-900LR | 27     | -      | 84     | ルフトハンザドイツ航空向けに運航 |
| ボンバルディア CRJ-900LR | 27     | -      | 90     | ルフトハンザドイツ航空向けに運航 |
| 貨物用機材               |        |        |        |                                  |
| エアバスA321-200P2F      | 4      | 1      | 貨物   | ルフトハンザ・カーゴ向けに運航   |
| 計                       | 46     | 1      |        |                                  |